# Iom ha-Atsmaüt
Iom ha-Atsmaüt (hebreu: יום העצמאות) (en català: "el dia de la independència") és la festa nacional de l'Estat d'Israel, que marca la declaració de la seva creació després de la finalització del mandat britànic. Iom ha-Atsmaüt té lloc al voltant del dia cinc del mes de Iar. Iom ha-Zikkaron és l'aniversari dels soldats caiguts i de les víctimes dels atemptats terroristes, i sempre té lloc el dia anterior.
El cinquè dia del mes d'Iar de l'any 5708, el 14 de maig de l'any 1948, el dia abans del final del mandat britànic a Palestina, es va proclamar la Declaració d'Independència d'Israel.
La celebració del dia de la Independència comença quan apareix la primera estrella al cel, al fer-se de nit, i continua fins a la posta de sol de l'endemà.
Una cerimònia oficial se celebra cada any al Mont Herzl, a Jerusalem, la nit de Iom ha-Atsmaüt. La cerimònia inclou un discurs del portaveu de la Kenésset, el Parlament israelià, una desfilada de soldats, un espectacle a on són representades figures, (com l'Estrella de David), i un número que representa l'Aniversari de l'Estat d'Israel, tot seguit es procedeix a l'encesa de dotze torxes, una per cada Tribu del poble d'Israel. Cada any, una dotzena de ciutadans, són convidats a il·luminar les torxes. Al mateix temps, a pobles i ciutats a tot el país hi ha celebracions i focs artificials.